# Pseudactinia melanaster
Pseudactinia melanaster is een zeeanemonensoort uit de familie Actiniidae.
Pseudactinia melanaster is voor het eerst wetenschappelijk beschreven door Verrill in 1901.